# Міха Мевля
Міха Мевля (словен. Miha Mevlja, нар. 12 червня 1990, Любляна, Югославія) — словенський футболіст, захисник російського клубу «Сочі» і збірної Словенії.

## Клубна кар'єра
Міха Мевля народився у словенській Любляні. Є вихованцем словенського клубу «Гориця», де грав, починаючи з молодіжного складу. У дорослому футболу провів за команду чотири сезони, зігравши понад ста матчів.
У 2013 році Мевля на правах вільного агента перейшов до швейцарської «Лозанни». Після цього футболіст ще кілька разів змінював клуби. Серед яких були ізраїльський «Бней Сахнін» і румунське «Динамо» з Бухареста.
Влітку 2016 року в останній день трансферного вікна Мевля підписав контракт із російським «Ростовом». Але вже за рік він уклав нову угоду, розраховану на чотири роки з пітерським «Зенітом».
У 2019 Мевля став гравцем клубу «Сочі».

## Збірна
У період з 2010 по 2012 роки Міха Мевля зіграв більше десяти матчів у складі молодіжної збірної Словенії.
У червні 2016 у товариському матчі проти команди Туреччини Мевля дебютував у національній збірній Словенії.

## Особисте життя
У Міхи є брат-близнюк Нейц Мевля, який також грає на позиції захисника у словенському клубі «Гориця».